# Tonicia schrammi
Tonicia schrammi är en blötdjursart som först beskrevs av Robert James Shuttleworth 1856.  Tonicia schrammi ingår i släktet Tonicia och familjen Chitonidae. Inga underarter finns listade i Catalogue of Life.